# System Managed Storage
System Managed Storage, Dfsms/sms, kurz SMS ist eine Komponente des Betriebssystems z/OS zur Verwaltung des Platten- und Magnetbandspeichers.
SMS ermöglicht es, Dataset anhand ihres Namens, ihrer Storageklasse, ihrer Performanceklasse oder ihrer Attributklasse auf vordefinierten Pools von Platten anzulegen. So kann man z. B. festlegen, dass alle Datasets, die von TSO-Benutzern angelegt werden, auf Platten eines bestimmten Plattenpools zu liegen kommen.
Außerdem kann man anhand des Namens auch entsprechende Dateiattribute festlegen oder Angaben des Nutzers übersteuern. Der Anwender muss in diesem Fall beim Anlegen eines Datasets z. B. kein Volume angeben.